# Йоганнес Бренц
Йоганн (Йоганнес) Бренц (24 червня 1499, Вайль-дер-Штадт — 11 вересня 1570, Штутгарт) — німецький богослов і протестантський реформатор герцогства Вюртемберг.

## Рання пропаганда Реформації

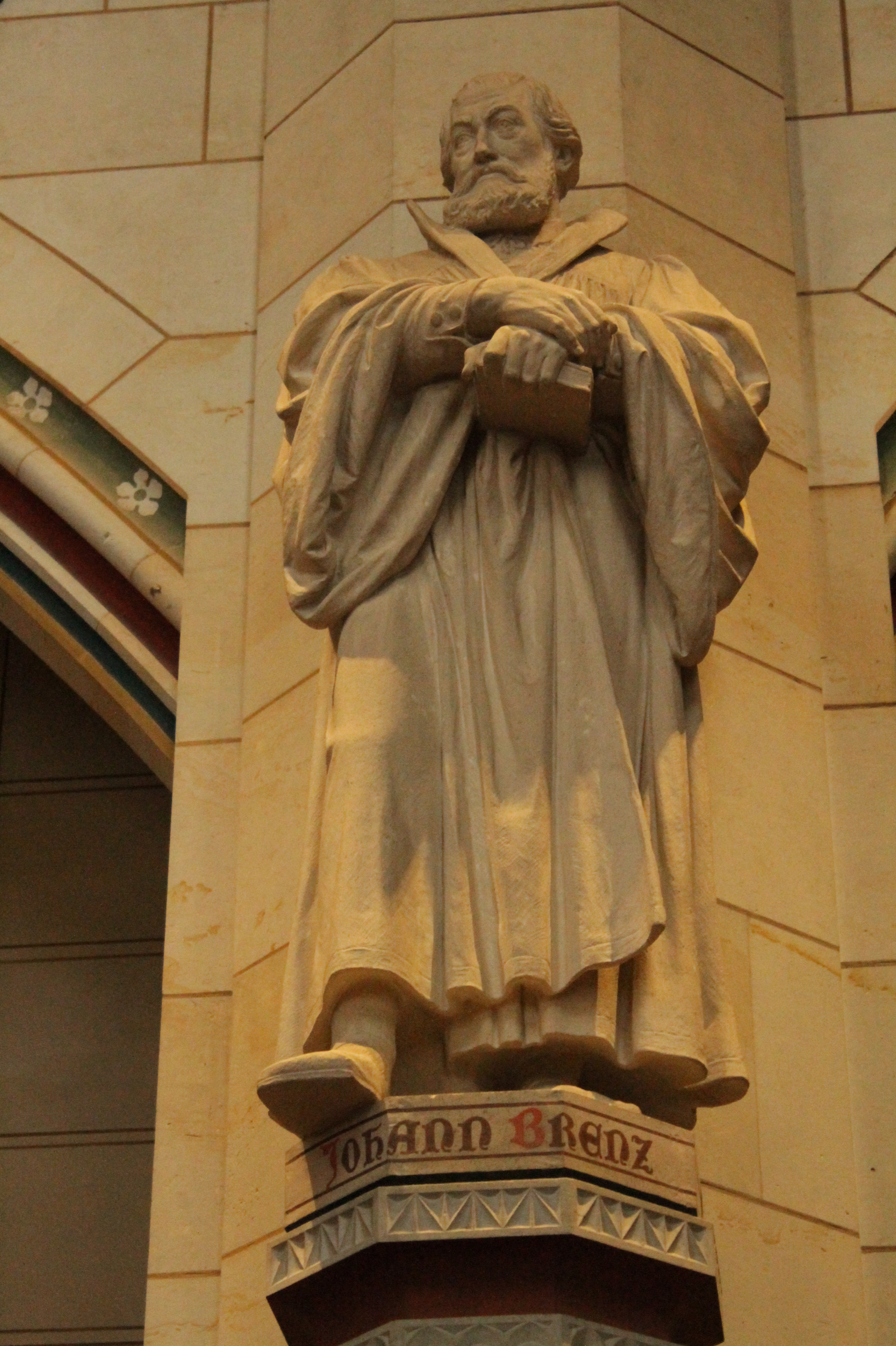
Статуя Йогана Бренца, Шлосскірхе, Віттенберг

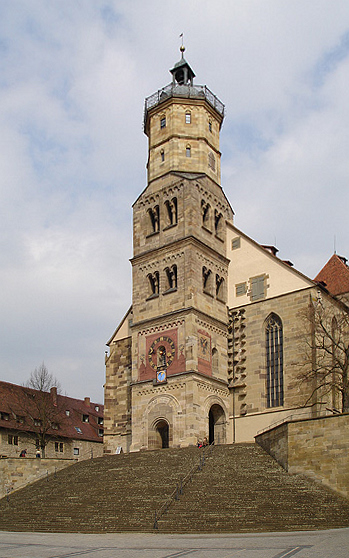
Майклскірхе в залі Швабії, де Йоханнес Бренц служив парохом.

Бренц народився в на той момент у імператорському місті Вайль дер Штадт, в 20 милях на захід від Штутгарта . Освіту здобув у Гейдельберзі, де, невдовзі, ставши магістром і регентом Реалістінбурзи в 1518 році, читав філологічні та філософські лекції. Він також читав лекції про Євангеліє від Матвія, його заборонили лише через популярність та його романну екзегезу, особливо його завоювала позиція Лютера не лише через свої дев'яносто п'ять тез, але особисте знайомство з ним у суперечці в Гейдельберзі в квітні 1518 року. В 1522 році Бренцу загрожував суд за єресь, але врятувався через заклик до пасторату Швабіш Холла. Навесні 1524 року він отримав сильного союзника у своїй діяльності як реформатора Йогана Ізенмана, який став пастором парафіяльної церкви в Холі. Свято Тіла і Крові Христових був першим, хто відмовився, і в 1524 році монастир босих Монахов був перетворений в школу. У німецькій селянській війні, з іншого боку, Бренц зневажав зловживання селянами євангельської свободи, благаючи милосердя до завойованих і попереджаючи судів щодо своїх обов'язків. На Різдво Господню вечерю проводили в обох видах, а на Великдень наступного року були встановлені перші правила для церкви та школи. Сам Бренц підготував у 1528 році для молодих великий і менший катехізис, який характеризується простотою, теплотою та дитячим духом. 

## Діяльність від імені Нового руху
Однак він вперше досяг ширшого визнання, коли 21 жовтня 1525 року опублікував свою Syngramma Suevicum, що напав на Колампадія, і знайшов пояснення творчої сили слова Христа в теорії про те, що тіло і кров Христа насправді присутні в Таїнство . Відтепер Бренц брав участь у всіх важливих конференціях щодо релігійної ситуації. У жовтні 1529 року він відвідував Марбурзьку розмову, а наступного року на прохання маркграфа Георга Бранденбургського був присутній на дієті в Аугсбурзі, де відряджував Меланхтона у своїх зусиллях, щоб досягти згоди з прихильниками древньої віри, але відмовився від будь-якої асоціації з послідовниками Цвінглі . У 1532 р. Він співпрацював з церковними регламентами Бранденбурга та Нюрнберга, сприяв Реформації в маркграфстві Бранденбург-Ансбах, Дінкельсбюль і Хайльброн, а через три роки герцог Ульріх Вюртембергський назвав його радником у обрамлені правил церкви, відвідування та шлюб. У лютому 1537 року він був у Шмалкальді, а через два місяці взявся за складне, але успішне завдання реформування Тюбінгенського університету . Він також взяв участь у конференції про використання зображень, що відбулася в Урачі у вересні 1537 року, де він закликав їх скасувати. Бренц повернувся до Холу у квітні наступного року; у червні 1540 року взяв участь у конференції в Хагенау ; в наприкінці того ж року був у Вормса; а в січні 1546 року перебував у Регенсбурзі, де він був зобов'язаний мати справу з Кохлесом, хоча, як він і передбачив, він був не вдалий. Він з великим завзяттям присвятив себе своїм пастирським обов'язкам, а пліч-о-пліч із його проповідями розвивався цінний ряд викриттів біблійних творів.

## Виступав проти імператора
Після скасування останніх залишків стародавніх регламентів церква Залу його нові правила з'явилися в 1543 р. Заклики до Лейпцига 1542 р., До Тюбінгену 1543 р. І до Страсбурга 1548 р. Були відхилені на користь його становища в церкви Зал. Бренц довгий час виступав проти прихильності Холла і маркграфа до Ліги Шмалкальдиків, оскільки вважав опір тимчасовій владі неприпустимим. Однак поступово його погляди змінювалися через вороже ставлення імператора . У 1538 р. Церква Зал увійшла до Ліги, а після її поразки Карл V приїхав до міста (16 грудня 1546 р.) І здобув папери, листи та проповіді Бренца, який, незважаючи на сильний холод, був зобов'язаний тікати, хоча він повернувся 4 січня 1547 р. Новий тимчасовий імператор Аугсбурга, якого Бренц назвав interitus («розорення»), відкликав його на місце дії, і він щиро виступав проти його прийняття. Імператорський канцлер Антуан Перрено-де-Гранвель вимагав його здачі, а Бренц, попереджений записом із записом: «Біжіть, Бренц, швидше, швидше, найшвидше!» врятувався ввечері свого сорока дев'ятого дня народження, 24 червня 1548 р. Він поспішив до герцога Ульріха, який приховав його в замку Гогенвітлінген поблизу Урача, де під псевдонімом Джоанн Вітлінгюс підготував експозицію Пс. xciii і cxxx. Оскільки імператор всюди шукав його, Ульріх відправив його в Страсбург до Базеля, де він був любезно прийнятий і знайшов час написати опис пророцтва Ісаї. Герцог Крістофер покликав його до Монбельяр, де в січні 1549 року Бренц був повідомлений про смерть дружини. Стан його дітей змусив його поїхати до Швабії, але через погрози на імператора він часто зазнавав великої небезпеки, і герцог дав посилив його в замку Хорнберг поблизу Гутача . Там він провів вісімнадцять місяців під іменем Гульдріха Енгстера (Енкаустія), завжди активного для добробуту Церкви, як за порадами герцога, так і за своїми богословськими трудами. Він відмовився говорит про Магдебург, Кенігсберг та Англію. У серпні 1549 р. він наважився поїхати в Урач, де його товариш Ісенманн тепер був міністром, щоб порадитись з герцогом, його радниками та Матфеєм Альбером щодо відновлення євангельської богослужіння. Восени 1550 року він одружився зі своєю другою дружиною Катериною, найстаршою дочкою Ізенмана. 

## Діяльність, 1550—1553 роки
Після смерті Ульріха, Бренц попросив підготувати сповідь Віртембергіки до Трентської ради, а з трьома іншими теологами Віттенберга та Йоганом Марбахом Страсбурзьким він поїхав до Трента в березні 1552 року, щоб захистити своє вірування (див. Якоб Беурлін). Великим було здивування старців ради, але вони відмовились навчати тих, хто відмовився підкорятися їм. Тимчасовий були усунені. Бренц, який до цих пір жив в Штутгарті, Тюбінгені, Ehningen і Зиндельфингене радника герцога, був зроблений проректором з собору Штутгарта 24 вересня 1554 року і призначив герцогський радник для життя. Тепер він був правою рукою герцога Крістофа при реорганізації церковно-просвітницької справи у Вюртемберзі. Великий церковний орден 1553–59 рр., Що містить також конфесію Віртембергіка, незважаючи на свій догматизм, відрізняється чіткістю, м'якістю та уважністю . Таким же чином його Катехізис, дбайливе і корисне пояснення просвітленого (Frankfort, 1551) став багатим джерелом навчання для багатьох поколінь та країн. Пропозиція Каспара Лейзера та Якоба Андреа в 1554 р. Про запровадження форми дисципліни після кальвіністської моделі виступила проти Бренца, оскільки він вважав, що міністр повинен відповідати за проповідь, заклик до покаяння та відмову від Господа Вечеря, тоді як відлучення належало всій церкві. За наказом герцога Бренц переїхав у 1553 році до Нойбурга, щоб влаштувати церковні справи Пфальца. 

## Суперечки
Суперечка Осяндріка щодо вчення про виправдання 1551 року та наступні роки, що спричинило скандальну схизму в Пруссії, була причиною великого роздратування і наклепу на Бренца, який не бачив у цій суперечці нічого, крім війни слів. У 1554—1555 рр. Питання про релігійний мир Аугсбурга зайняло його розум; у 1556 р. конференція з Йоганнесом Ласко, у 1557 р. конференція Франкенталя з анабаптистами та черв'яком ; у 1558 році акт проти Швенкфельда і анабаптистів, і Франкфуртський перерва ; у 1559 р. план синоду тих, хто був пов'язаний з Аугсбурзькою конфесією та Штутгартським синодом, щоб захистити доктрину Бренца про вечерю Господа від кальвіністичних тенденцій; у 1563 та 1569 рр. боротьба проти кальвінізму в електорат Пфальца (Коллокі Маульброна) та крипто-кальвіністичні суперечки. Напад домініканця Петра Сото на Вюртемберзьку сповідь у його «Assertio fidei» (Кельн, 1562 р.) Призвів до того, що Бренц відповів своїм сповіданням «Захисна сповідь» (Frankfort, 1555). У 1558 році він вступив у суперечку з єпископом С. Хосієм Ерландським . Розвиток Реформації в Пфальці привів старечого чоловіка до бурхливого відновлення переговорів з Буллінгером, з яким він був змушений бути в тісних стосунках через Тимчасовий. Питання стосувалося вчення про вечерю Господнього, а також передбачало своєрідний розвиток христології, якому протистояли лютеранські богослови за межами Вюртемберга, оскільки Бренц переніс до свого логічного завершення поняття «особистого союзу», що сприяло абсолютній повсюдності (всюдисутність) тіла Христа, яке починалося не з вознесіння, а з втілення. 

## Останні роки
Бренц жваво цікавився вальденсіанцями та французькими протестантами. Але всі зусилля від імені останнього, мандрівка богословів Вюртемберга до Парижа, щоб консультувати короля Антонія Наварського в 1561 році (див. Якоб Берлін), зустріч герцога і Бренца з кардиналом Гізе з Лотарингії в Саверні, листування і відправлення творів, все закінчилося гірким розчаруванням. Протестанти Баварії, яким довелося страждати при Альберті, також мали його повну симпатію. Громадяни Страсбурга Бренц висловив сумніви щодо доцільності слідування процесії з монстрацією та порадив їм не відвідувати римо-католицьку месу. Він також був глибоко зацікавлений протестантами в Австрії, для яких перші слов'янські книги друкувалися тоді в Урачі. Його останньою реформаторською діяльністю була переписка з герцогом Вільямом Юліхом та Юлієм Брунсвіком-Вольфенбюттелем (1568–69). На додаток до цього він продовжив виклад Псалмів та інших біблійних книг, які розпочав у Штутгарті. У 1569 році він був паралізований, і його сила була порушена. Він помер у Штутгарті і був похований під амвоном собору; але єзуїти знесли його могилу. 

## Перекладені твори
- Звідки походить віра, проповідь Йоганнеса Бренца. Тр. від Якова К. Бенкена.
- Побожні магістрати і церковний орден
- Гомілія на Івана 15: 26-27 [Архівовано 6 грудня 2019 у Wayback Machine.], переклад Натаніеля Дж. Біберта (Червона цегла Парсонаж [Архівовано 6 грудня 2019 у Wayback Machine.], 2014).